# Netawaka (Kansas)
Netawaka – miasto w Stanach Zjednoczonych, w stanie Kansas, w hrabstwie Jackson.